# Хансен, Стин
Не путать с норвежским кёрлингистом и тренером Руне Стин Хансен.
Стин Ха́нсен (дат. Steen Hansen; род. 20 декабря 1957, Фредериксберг) — датский кёрлингист.
В составе мужской сборной Дании участник четырёх чемпионатов мира (лучший результат — бронзовые призёры в 1985), двух чемпионатов Европы (лучший результат — бронзовые призёры в 1978). Четырёхкратный чемпион Дании среди мужчин, чемпион Дании среди смешанных команд. В составе юниорской мужской сборной Дании участник трёъ х юниорских чемпионатов мира (лучший результат — шестое место в 1979). Трёхкратный чемпион Дании среди юниоров.
Играл в основном на позиции третьего.

## Достижения
- Чемпионат мира по кёрлингу среди мужчин: бронза (1985).
- Чемпионат Европы по кёрлингу: бронза (1978).
- Чемпионат Дании по кёрлингу среди мужчин: золото (1977, 1981, 1983, 1985).
- Чемпионат Дании по кёрлингу среди смешанных команд: золото (1986)[4].
- Чемпионат Дании по кёрлингу среди юниоров: золото (1976, 1978, 1979)[5].

## Команды
| Сезон                                          | Четвёртый     | Третий          | Второй        | Первый             | Турниры                                 |
| ---------------------------------------------- | ------------- | --------------- | ------------- | ------------------ | --------------------------------------- |
| 1975—76                                        | Томми Стьерне | Олуф Ольсен     | Стин Хансен   | Петер Андерсен     | ЧДЮ 1976 · ЧМЮ 1976 (9 место)           |
| 1976—77                                        | Томми Стьерне | Олуф Ольсен     | Стин Хансен   | Петер Андерсен     | ЧДМ 1977 · ЧМ 1977 (10 место)           |
| 1977—78                                        | Томми Стьерне | Олуф Ольсен     | Стин Хансен   | Петер Андерсен     | ЧДЮ 1978 · ЧМЮ 1978 (8 место)           |
| 1978—79                                        | Томми Стьерне | Олуф Ольсен     | Стин Хансен   | Петер Андерсен     | ЧЕ 1978 · ЧДЮ 1979 · ЧМЮ 1979 (6 место) |
| 1980—81                                        | Томми Стьерне | Олуф Ольсен     | Стин Хансен   | Петер Андерсен     | ЧДМ 1981 · ЧМ 1981 (8 место)            |
| 1982—83                                        | Томми Стьерне | Олуф Ольсен     | Стин Хансен   | Петер Андерсен     | ЧДМ 1983 · ЧМ 1983 (7 место)            |
| 1984—85                                        | Франтс Гуфлер | Ханс Гуфлер     | Микаэль Синдт | Стин Хансен        | ЧЕ 1984 (6 место)                       |
| 1984—85                                        | Ханс Гуфлер   | Стин Хансен     | Микаэль Синдт | Франтс Гуфлер      | ЧДМ 1985 · ЧМ 1985                      |
| Кёрлинг среди смешанных команд (mixed curling) |               |                 |               |                    |                                         |
| 1985—86                                        | John Kjærulff | Астрид Бирнбаум | Стин Хансен   | Лоне Кристофферсен | ЧДСК 1986                               |

(скипы выделены полужирным шрифтом)